# Bistum Mangalore
Das Bistum Mangalore (lateinisch Dioecesis Mangalorensis) ist eine in Indien gelegene römisch-katholische Diözese mit Sitz in Mangalore (Mangaluru).

## Geschichte
Das Apostolische Vikariat Kanara wurde 1674 errichtet und hörte 1700 auf zu existieren.
Das Bistum Mangalore wurde am 12. Mai 1845 durch Papst Pius IX. als Apostolisches Pro-Vikariat Mangalore vom Apostolischen Vikariat Malabar abgetrennt und seither von Bischof Bernardine of St Agnes O.C.D. regiert. Zwei Tage nachdem dieser in Rom gestorben war, erhob man Mangalore am 15. März 1853 zum regulären Apostolischen Vikariat und bestimmte den Italiener Michael Anthony Anfossi zum ersten Apostolischen Vikar.
Am 1. September 1886 wurde das seit 1873 unbesetzte Apostolische Vikariat Mangalore in ein Bistum umgewandelt, dem Erzbistum Bangalore als Suffraganbistum unterstellt und ein Diözesanbischof ernannt. Am 12. Juni 1923 gab das Bistum Mangalore Teile seines Territoriums zur Gründung des Bistums Calicut ab, am 16. Juli 2012 zur Gründung des Bistums Udupi.

## Territorium
Das Bistum Mangalore umfasst die Distrikte Dakshina Kannada im Bundesstaat Karnataka sowie Kasaragod im Bundesstaat Kerala.

## Ordinarien von Mangalore

### Apostolische Vikare
- Thomas de Castro, 1674–1684
- Bernardine of St Agnes OCarm, 1845–1853
- Michael Anthony Anfossi (Michael Anthony of St. Louis Gonzaga) OCarm, 1853–1870
- Ephrem-Edouard-Lucien-Théoponte Garrelon OCarm, 1870–1873
- Vakanz, 1873–1885

### Bischöfe
- Nicholas Maria Pagani S.J., 1885–1895
- Abbondio Cavadini SJ, 1895–1910
- Paolo Charles Perini SJ, 1910–1923, dann Bischof von Calicut
- Valeriano Giuseppe de Souza, 1928–1930
- Vittore Rosario Fernandes, 1931–1956
- Basil Salvador Theodore Peres, 1956–1958
- Raymond D’Mello, 1959–1964, dann Bischof von Allahabad
- Basil Salvadore D’Souza, 1965–1996
- Aloysius Paul D’Souza, 1996–2018
- Paul Saldanha, seit 2018